# Eliza Jane Pratt

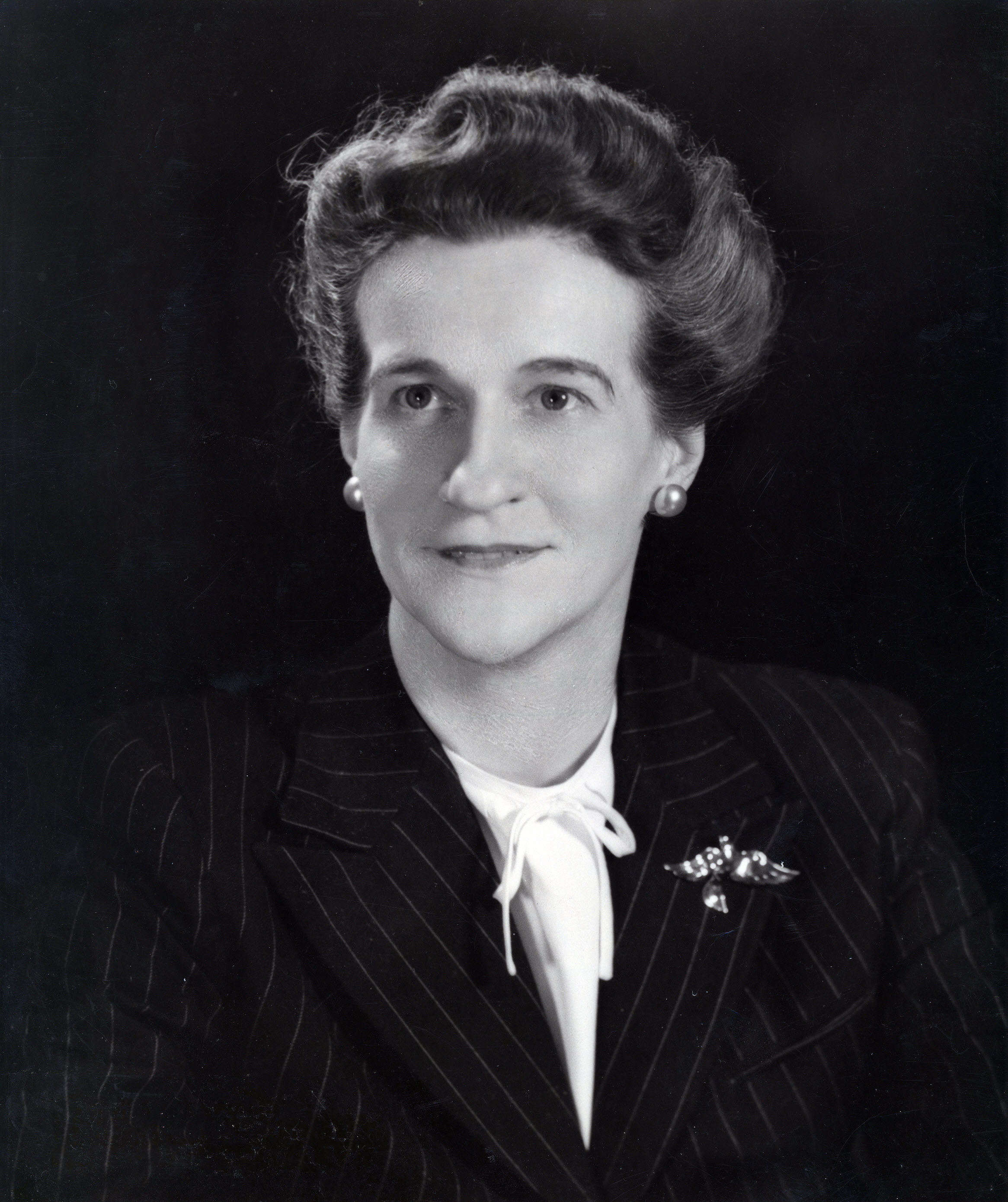
Eliza Jane Pratt

Eliza Jane Pratt (* 5. März 1902 in Morven, Anson County, North Carolina; † 13. Mai 1981 in Charlotte, North Carolina) war eine US-amerikanische Politikerin. In den Jahren 1946 und 1947 vertrat sie den Bundesstaat North Carolina im US-Repräsentantenhaus.

## Werdegang
Eliza Pratt besuchte die öffentlichen Schulen ihrer Heimat und das Queens College in Charlotte. In den Jahren 1923 und 1924 arbeitete sie als Zeitungsherausgeberin in Troy. Seit 1924 war sie Sekretärin der Kongressabgeordneten Robert L. Doughton, Walter Lambeth und William O. Burgin, die alle hintereinander den achten Wahlbezirk des Staates North Carolina im US-Repräsentantenhaus vertraten.
Nach dem Tod von William Burgin wurde Eliza Pratt als Kandidatin der Demokratischen Partei bei der fälligen Nachwahl für den achten Sitz von North Carolina als dessen Nachfolgerin in das US-Repräsentantenhaus in Washington, D.C. gewählt, wo sie am 25. Mai 1946 ihr neues Mandat antrat. Da sie bei den regulären Kongresswahlen des Jahres 1946 auf eine erneute Kandidatur verzichtete, konnte sie bis zum 3. Januar 1947 nur die laufende Legislaturperiode im Kongress beenden.
Zwischen 1947 und 1951 arbeitete Pratt für die Behörde zur Verwaltung von feindlichem Eigentum (Office of Alien Property). Danach war sie bis 1954 für das US-Landwirtschaftsministerium tätig. Von 1954 bis 1956 war sie bei der Library of Congress angestellt; danach arbeitete sie zwischen 1957 und 1962 für den Kongressabgeordneten Alvin Paul Kitchin. Anschließend leitete sie die Abteilung für Öffentlichkeitsarbeit bei der North Carolina Telephone Company. Damals lebte Eliza Pratt in Wadesboro. Sie starb am 13. Mai 1981 in Charlotte.